# Хари Колинс
Хари Колинс (енгл. Harry Collins; 12. јун 1943) британски је социолог науке у Школи друштвених наука, Кардиф универзитет, Велс. Године 2012. је изабран за почасног члана Британске Академије. Његова најпознатија књига је Голем: Шта треба знати о науци (1993).

## Каријера
Док је био на Бат универзитету , професор Колинс је развио Бат школу за приступ социологији научног знања.
У књизи Changing Order: Replication and Induction in Scientific Practice, Колинс прича о генералној теорији социологије науке. Извлачећи из концепта “language game” и “forms of life”  које је написао филозоф Лудвиг Витгенштајн тражи објашњење како научници прате правила и образце током извођења експеримената и научне праксе. Колинсова перспектива се често назива позицијом релативизма иако то представља прилично упрошћавање.
Колинс је преко 30 година писао о социологији гравитационог таласа физике. Његова објављивања из овог дела укључују: "The Seven Sexes: Study in Sociology of a Phenomenon, or Replication of Experiments in Physics" "Son of Seven Sexes: The Social Destruction of a Physical Phenomenon".
 Пратио је истраживања гравитационих таласа, и показао је како научни подаци могу бити предмет тумачења флексибилности и како друштвена средства могу некад да се искористе да уклоне научне контроверзе.
 У једном чланку за часопис Science as Practice and Culture Колинс и његов ко-писац Стивен Јирли расправљају да је приступ Actor-network theory(ANT) корак назад ка позитивистичким и релативистичким позицијама које држе ране научне теорије.
Скорије, Колинс је са др Робертом Евансом, такође са Кардиф универзитета, објавио радове на како би они рекли: "Third Wave of Science Studies", а посебно тему тему интеракционистичке праксе. Циљ је да се осврне на питања легитимости и продужетка и учешћа јавности у стварању научних одлука. Наставили су да истражују и објављују на ову тему.

## Одабрани радови

### Књиге
- Collins, Harry M. (1985). Changing Order: Replication and Induction in Scientific Practice. London Beverly Hills: Sage Publications. ISBN 9780803997172.
- Collins, Harry M. (1990). Artificial Experts: Social Knowledge and Intelligent Machines. Cambridge, Massachusetts: MIT Press. ISBN 9780262531153. Explains the nature and limits of intelligent machines, especially expert systems.
- Collins, Harry M.; Pinch, Trevor (1998) [1993]. The Golem: What You Should Know about Science (2nd изд.). Cambridge England New York, New York: Cambridge University Press. ISBN 9781107604650.
- Collins, Harry M.; Kusch, Martin (1998). The Shape of Actions What Humans and Machines Can Do. Cambridge, Massachusetts: MIT Press. ISBN 9780262032575.
- Collins, Harry M. (2004). Gravity's Shadow the Search for Gravitational Цаves. Chicago: University of Chicago Press. ISBN 9780226113784.
- Collins, Harry M.; Pinch, Trevor (2005). Dr. Golem: How to Think about Medicine. Chicago: University of Chicago Press. ISBN 9780226113692.
- Collins, Harry M.; Evans, Robert (2007). Rethinking Expertise. Chicago: University of Chicago Press. ISBN 9780226113623.
- Collins, Harry M. (2010). Tacit and Explicit Knowledge. Chicago: University of Chicago Press. ISBN 9780226113807.
- Collins, Harry M. (2011). Gravity's Ghost: Scientific Discovery in the Twenty-First Century. Chicago: The University of Chicago Press. ISBN 9780226113562.
- Collins, Harry M.; Pinch, Trevor (2014) [1998]. The Golem at Large: What You Should Know about Technology (6th изд.). Cambridge: Cambridge University Press. ISBN 9781107688285.
- Collins, Harry M. (2014). Are We All Scientific Experts Now. Cambridge, UK Malden, Massachusetts: Polity. ISBN 9780745682044.